# Lijst 14
Lijst 14 was in 2006 een bundeling van Nederlandse politieke partijen, maatschappelijke instellingen en onafhankelijke personen die met een gezamenlijke kandidatenlijst deelnam aan de Tweede Kamerverkiezingen 2006. Initiatiefnemer en coördinator was Robert Verlinden, die zelf verbonden is aan de Revolutionaire Partij Nederland. Behalve deze partij stonden er ook kandidaten van De Groenen, de Sociale Volks Partij, de Partij voor de Waarheid en de Partij voor de Jongeren op de kandidatenlijst.
De Blanco Lijst wist in alle kieskringen de benodigde ondersteuning te krijgen en kreeg bij de vaststelling van de lijsten lijstnummer 14 toegewezen. Omdat er bewust geen registratie bij de Kiesraad was geregeld kreeg de lijst de aanduiding Blanco lijst met als eerste kandidaat de heer Poortman. Huib Poortman van De Groenen fungeerde als lijsttrekker. Bij de verkiezingen werden echter ongeveer 2000 stemmen gehaald, bij lange na niet genoeg voor een zetel.